# Keyes Beech
W. Keyes Beech (geboren am 13. August 1913 in Pulaski, Tennessee; gestorben am 15. Februar 1990 in Washington, D.C.) war ein amerikanischer Journalist, der vor allem mit seiner Kriegsberichterstattung bekannt wurde. Für seine Reportagen aus dem Koreakrieg wurde ihm 1951 der Pulitzer-Preis für Auslandsberichterstattung zugesprochen.

## Leben
Beech begann seine journalistische Laufbahn beim Evening Independent in St. Petersburg, Florida (1931–36), von 1939 bis 1942 war er Reporter beim Akron Beacon Journal. Anschließend diente er im Zweiten Weltkrieg drei Jahre im United States Marine Corps. 1945–47 war er Washington-Korrespondent des Honolulu Star-Bulletin, bevor er 1947 Ostasienkorrespondent der Chicago Daily News wurde, eine Position, die er bis 1977 innehatte. In diese Zeit fallen seine Reportagen aus dem Korea- und Vietnamkrieg sowie sein Pulitzer-Preis (1951). Nach Kriegsende berichtete er von Bangkok aus für die Los Angeles Times von den Entwicklungen in Südostasien, bis er 1983 in den Ruhestand ging.

## Werke in Buchlänge
- (mit Raymond Henri, Jim Griffing Lucas, David K. Dempsey und Alvin M. Josephy, Jr.):  The U. S. Marines on Iwo Jima. Dial Press, New York 1945.
- (mit George McMillan): Uncommon Valor: Marine Divisions in Action. Infantry Journal Press, Washington 1946.
- Tokyo and Points East. Doubleday, Garden City, NY 1954.
- Not Without the Americans: A Personal History. Doubleday, Garden City, NY 1971.

| Personendaten    | Personendaten             |
| ---------------- | ------------------------- |
| NAME             | Beech, Keyes              |
| KURZBESCHREIBUNG | amerikanischer Journalist |
| GEBURTSDATUM     | 13. August 1913           |
| GEBURTSORT       | Pulaski (Tennessee)       |
| STERBEDATUM      | 15. Februar 1990          |
| STERBEORT        | Washington, D.C.          |